# Termikon
Termikon war das erste deutschsprachige Multi-Projektmanagement-System zum Planen, Steuern und Überwachen von komplexen Projekten. Aufgrund seines Designs ist es branchenunabhängig einsetzbar.

## Technische Grundlagen
Termikon basiert methodisch auf der Netzplantechnik nach der Metra-Potenzial-Methode. Es ist in diesem Sinne ein graphentheoretisch aufgebautes Simulationsmodell, das es erlaubt, komplexe Vorhaben in einzelne Tätigkeiten aufzugliedern und deren Abhängigkeiten vorzugeben.

### Vorgänge
Tätigkeiten können in Termikon zeitlich beliebig vernetzt und hierarchisch in Projektstrukturbäumen organisiert werden. Sie werden als Vorgänge bezeichnet. Vorgänge eines Projektes werden meist nach inhaltlichen Gesichtspunkten zu Netzen zusammengefasst. Ein Netz ist ein Container für Vorgänge und wird auch Sammelvorgang genannt. Durch die fortgesetzte hierarchische Verknüpfung von Netzen entsteht im Rahmen des Projektierungsprozesses sukzessive der Projektstrukturbaum (Projektstrukturplan).
Im einfachsten Fall besteht ein Termikon-Projekt aus einem Netz mit einem Vorgang. Ein Netz kann beliebig viele Vorgänge haben. In Termikon können beliebig viele Projekte erfasst werden.

### Ressourcen
Neben den Vorgängen wird in Termikon auch die Ressourcenstruktur (Linien- bzw. Projektorganisation) in Baumform erfasst. Ressourcen können sowohl Mitarbeiter als auch Maschinen oder ganze Gruppen selbiger sein. Beim Aufbau der Projektstruktur werden den Vorgängen bis zu zehn ausführende Ressourcen mit einer Aufwandsschätzung zugeordnet.
Linienorganisation (permanente Aufbauorganisation) wie auch eine Projektorganisation (temporäre Ressourcenstruktur) können in Termikon parallel existieren. Elemente aus beiden Strukturbäumen lassen sich den Tätigkeiten gleichzeitig zuordnen.
Ferner können den Tätigkeiten, in Termikon Vorgänge genannt, Ressourcen aller Ebenen parallel zugewiesen werden, d. h. sowohl Mitarbeiter als auch Abteilungen, Bereiche usw. können gleichzeitig als ausführende Ressourcen angegeben werden. Ausfallzeiten (z. B. Urlaub oder Rüstzeiten bei Maschinen) von elementaren Ressourcen beeinflussen dabei die Verfügbarkeit der übergeordneten Strukturebenen, in Termikon Verdichtungsressourcen genannt.

### Planungsverfahren: Termin- und Einsatzplanung
Aufgabe der Planungsverfahren von Termikon ist die Koordination und Optimierung des Einsatzes der Unternehmensressourcen für die prioritätsgesteuerte, termin-, kosten- und qualitätsgerechte Abwicklung der Gesamtheit aller Projekte. Der Prozess der Planung untergliedert sich in Termikon in zwei Phasen, die Termikon-Terminplanung und die Termikon-Einsatzplanung. Die Terminplanung wird auf jedes einzelne Projekt angewendet und führt keinen Ressourcenabgleich durch. Sie stellt die strukturelle Integrität eines Projektes sicher und führt eine erste Positionierung der Vorgänge auf der Zeitachse durch. Anschließend wird der global optimierte Abgleich des Kapazitätsbedarfs der Vorgänge aller Projekte mit dem Kapazitätsangebot sämtlicher Ressourcen, die für die Projektarbeit einsetzbar sind, von der Einsatzplanung vorgenommen.

### Freigabe
Die Termikon-Freigabe hat die Aufgabe, akzeptierte Planungen „einzufrieren“. Dies geschieht in der Regel vor Projektbeginn. Im weiteren Verlauf ändern sich die Planprognosen durch wiederholte Neuplanungen in Abhängigkeit von Faktoren wie z. B. Istdaten, weil von den Planungsverfahren der aktuelle Kenntnisstand über die Realität in die Prognosen einbezogen wird. Um den aktuellen Projektstand an den ursprünglichen Prognosen in sogenannten Soll-Ist-Vergleichen messen zu können, werden diese von der Freigabe konserviert.

### Istdaten
Istdaten fallen an, wenn geplante oder ungeplante Arbeiten von Ressourcen oder Maschinen für Projekte ausgeführt werden. Für die Aktualisierung der Plandaten greifen die Planungsverfahren von Termikon auf die gemeldeten Istdaten (Isttermine, Istaufwände) zurück. Diese werden von den Planungsverfahren bei der Ermittlung der neusten Prognosen einbezogen.

## Historie
Maßgeblich an der Entwicklung von Termikon waren Jürgen Reinking und seit 1972 Hans Reul beteiligt. Die Idee dazu hatte 1970 der Industrieverband VDMA (vdma.org), der ein geeignetes Planungs-Tool für die Konstruktionsabteilungen seiner Mitgliedsfirmen schaffen wollte. Hierauf weist auch der Name Termikon (TERMInplanung in der KONstruktion) hin.
Zunächst wurden die Hochschulinstitute
- WZL in Aachen unter Opitz
- IPA in Stuttgart unter Warnecke

damit beauftragt, auf Basis von in verschiedenen Firmen erhobenen Ist-Analysen ein Pflichtenheft zu erstellen. Diese Tätigkeit wurde mit mehreren Dissertationen über Termikon abgeschlossen, die wichtige Beiträge zum Pflichtenheft lieferten. Auf Grundlage dieses Anforderungsprofils wurde – nach einigen Fehlversuchen mit anderen EDV-Partnern – Hans Reul im Jahr 1974 endgültig mit der EDV-technischen Realisierung und Vermarktung von Termikon beauftragt. Viele Fachbegriffe aus dem Projektmanagement, die heute zum Standardvokabular gehören (wie z. B. termintreue und kapazitätstreue Einsatzplanung), wurden im Rahmen der Termikon-Entwicklung geprägt und etabliert.
In der 1. Ausbaustufe wurde eine vom BMFT (damals: Bundesministerium für Forschung und Technologie) geförderte Batch-Version entwickelt, die aber nur bei einigen Pilotanwendern zum Einsatz gelangte, da bereits ab 1977 der Wunsch, im Dialog arbeiten zu können, Batch-Versionen so gut wie unverkäuflich machte. In den Jahren 1978 und 1979 wurde dann die Dialog-Version von Termikon mit der Bundesversicherungsanstalt für Angestellte in Berlin als Pilotanwender unter BS2000 mit UTM geschaffen. Die Termikon-Dialog-Version hatte vor allem in den 80er und 90er Jahren einen großen Markterfolg. Zusätzlich entstand eine Variante für das IBM-Großrechner-Betriebssystem  MVS. Termikon wurde als unternehmensweite, zentrale Projektmanagement-Lösung seit 1978 an über 100 der größten Unternehmen unterschiedlicher Branchen im deutschsprachigen Raum verkauft. Die Kombination Termikon/MVS erreichte die stärkste Verbreitung.

## Weitere Infos
- Fraunhofer-IPA zum Thema „Terminplanung in der Konstruktion (termikon)“ (Falkenhausen, F.-F. von; Hichert, R.)
- Literatur TERMIKON, vorhanden bei Universitätsbibliothek und Technische Informationsbibliothek Hannover (PDF; 39 kB)
- Literatur TERMIKON, vorhanden bei Universitätsbibliothek Stuttgart und Fraunhofer IAO (PDF; 40 kB)